# Československá basketbalová liga 1965-1966
La Československá basketbalová liga 1965-1966 è stata la 38ª edizione del massimo campionato cecoslovacco di pallacanestro maschile. La vittoria finale è stata ad appannaggio dello Slavia VŠ Praga.

## Risultati

### Stagione regolare
|     | Squadra               | G  | V  | P  | PF   | PS   | Pt. | Qualificazione |
| --- | --------------------- | -- | -- | -- | ---- | ---- | --- | -------------- |
| 1.  | Slavia VŠ Praga       | 32 | 29 | 3  | 2865 | 2347 | 61  |                |
| 2.  | Spartak ZJŠ Brno      | 32 | 28 | 4  | 3086 | 2338 | 60  |                |
| 3.  | Sparta ČKD Praga      | 32 | 22 | 10 | 2651 | 2396 | 54  |                |
| 4.  | Dukla Olomouc         | 32 | 20 | 12 | 2748 | 2628 | 52  |                |
|     |                       |    |    |    |      |      |     |                |
| 5.  | Iskra Svit            | 32 | 21 | 11 | 2597 | 2169 | 53  |                |
| 6.  | Tatran Ostrava        | 32 | 17 | 15 | 2512 | 2516 | 49  |                |
| 7.  | Slávia VŠ Bratislava  | 32 | 16 | 16 | 2483 | 2401 | 48  |                |
| 8.  | Viktoria Žižkov       | 32 | 14 | 18 | 2400 | 2564 | 46  |                |
|     |                       |    |    |    |      |      |     |                |
| 9.  | Slovan Orbis Praga    | 32 | 18 | 14 | 2519 | 2387 | 50  |                |
| 10. | Slovan Bratislava     | 32 | 14 | 18 | 2205 | 2385 | 46  | retrocesse     |
| 11. | Spartak Metra Blansko | 32 | 9  | 23 | 2259 | 2542 | 41  | retrocesse     |
| 12. | Tatran Praga          | 32 | 6  | 26 | 2180 | 2634 | 38  | retrocesse     |
|     |                       |    |    |    |      |      |     | retrocesse     |
| 13. | Slavia Praha IPS      | 26 | 3  | 23 | 1640 | 2110 | 29  | retrocesse     |
| 14. | Lokomotíva Prešov     | 26 | 1  | 25 | 1482 | 2206 | 27  | retrocesse     |

| Československá basketbalová liga 1965-1966 |
| ------------------------------------------ |
| Slavia VŠ Praga 2º titolo                  |

## Formazione vincitrice
| N° | Naz.                      | Ruolo | Sportivo       |  | Alt. |  |
| -- | ------------------------- | ----- | -------------- |  | ---- |  |
|    | Cecoslovacchia (bandiera) | C     | Jiří Zídek     |  | 206  |  |
|    | Cecoslovacchia (bandiera) | P     | Karel Baroch   |  |      |  |
|    | Cecoslovacchia (bandiera) | A     | Jiří Ammer     |  |      |  |
|    | Cecoslovacchia (bandiera) |       | Jiří Zedníček  |  | 193  |  |
|    | Cecoslovacchia (bandiera) |       | Jiří Šťastný   |  | 193  |  |
|    | Cecoslovacchia (bandiera) |       | Jaroslav Kovář |  |      |  |
|    | Cecoslovacchia (bandiera) | P     | Jiří Konopásek |  | 178  |  |
|    | Cecoslovacchia (bandiera) |       | Jaroslav Křivý |  |      |  |
|    | Cecoslovacchia (bandiera) |       | Jan Blažek     |  | 206  |  |
|    | Cecoslovacchia (bandiera) |       | Zdeněk Hummel  |  |      |  |
|    | Cecoslovacchia (bandiera) |       | Josef Kraus    |  |      |  |
|    | Cecoslovacchia (bandiera) |       | Jiří Lizálek   |  |      |  |
|    | Cecoslovacchia (bandiera) |       | Vladimír Knop  |  |      |  |
|    | Cecoslovacchia (bandiera) |       | Hradec         |  |      |  |
|    | Cecoslovacchia (bandiera) | All.  | Jaroslav Šíp   |  |      |  |

## Fonti
- Ing. Pavel Šimák: Historie československého basketbalu v číslech (1932-1985), Basketbalový svaz ÚV ČSTV, květen 1985, 174 stran
- Ing. Pavel Šimák: Historie československého basketbalu v číslech, II. část (1985-1992), Česká a slovenská basketbalová federace, březen 1993, 130 stran
- Juraj Gacík: Kronika československého a slovenského basketbalu (1919-1993), (1993-2000), vydáno 2000, 1. vyd, slovensky, BADEM, Žilina, 943 stran
- Jakub Bažant, Jiří Závozda: Nebáli se své odvahy, Československý basketbal v příbězích a faktech, 1. díl (1897-1993), 2014, Olympia, 464 stran